# Constant Proportion Portfolio Insurance
Die Constant Proportion Portfolio Insurance (CPPI) ist eine dynamische Portfolio-Absicherungsstrategie.

## Geschichte
Die Portfolioabsicherungsstrategien haben ihren Ursprung in den 1980er Jahren. Sie entstanden aufgrund von lang anhaltenden Kursverlusten auf den nationalen, wie auch internationalen Wertpapiermärkten (z. B. der starke Anstieg der Ölpreise an den Börsen Anfang der 80er Jahre, der einen anhaltenden Kursverfall zur Folge hatte). Durch die dauerhafte Aufwärtsbewegung der Aktienkurse an den Börsen in den 90er Jahren, wurden die Absicherungsstrategien in den Hintergrund gedrängt. Die Idee der Portfolioabsicherung wurde insbesondere durch die Arbeiten von Black und Jones (1987), sowie  Black und Perold (1992) initiiert.

## Grundkonzept
Das Ziel der Portfolioabsicherungsstrategien ist es, das Verlustrisiko im Falle sinkender Kurse an den Wertpapiermärkten zu begrenzen und gleichzeitig eine Partizipation an steigenden Wertpapiermärkten zu ermöglichen. Zu den Instrumenten der CPPI-Strategie gehören risikobehaftete Finanzanlagen (Aktien) und risikolose Festzinsanlagen (Geldmarktfondszertifikate). Da dies eine dynamische Strategie ist, findet während des gesamten Betrachtungszeitraums eine permanente Portfolioumschichtung zwischen risikobehafteten und risikolosen Anlagen statt. Bei der CPPI-Strategie wird von einem ex-ante festgelegten Portfoliomindestwert ausgegangen.
Um komplexe Sachverhalte des Grundkonzeptes der CPPI-Strategie möglichst einfach und verständlich darzustellen, wird von folgenden Annahmen ausgegangen:
- Auf dem Markt wird mit dividendenlosen Aktien gehandelt.
- Es besteht keine Möglichkeit Fremdkapital aufzunehmen.
- Es sind keine Leerverkäufe zugelassen.
- Es ist möglich, jede beliebige Anzahl der Wertpapiere zu kaufen (beliebige Teilbarkeit).
- Auf dem Markt herrscht während der ganzen Anlageperiode ein konstanter Zins.

Ausgangssituation:
| Anfangsvermögen              | Dieser Betrag steht dem Anleger im Zeitpunkt {\displaystyle t_{0}} zur Verfügung                          | 100.000 € |
| Laufzeit                     | Die Dauer der Anlage beträgt ein Börsenjahr                                                               | 250 Tage  |
| Risikoloser Zins             | Auf dem Markt herrscht während der gesamten Anlageperiode ein konstanter Zinssatz (nomineller Jahreszins) | 5 %       |
| Portfoliomindestwert (Floor) | Der Portfoliowert darf am Ende der Anlageperiode ({\displaystyle T}) diesen Wert nicht unterschreiten     | 100.000 € |
| Multiplikator                | Spiegelt die Risikobereitschaft des Anlegers wider                                                        | 5         |

Die Werte eines mit der CPPI-Strategie abgesicherten Portfolios für die ersten drei Zeitpunkte sind der folgenden Tabelle zu entnehmen. Ausgangssituation ist der Zeitpunkt null.
| Aktienkurs     | 40       | 60       | 90       | 100      | 110       | 120       | 140       |
| Aktienanteil   | 0        | 0        | 0,1182   | 0,2438   | 0,3516    | 0,4893    | 0,8052    |
| Zerobondanteil | 1        | 1        | 0,8818   | 0,7562   | 0,6484    | 0,5107    | 0,1948    |
| Portfoliowert  | 92811,55 | 92792,99 | 97446,13 | 100000   | 102339,22 | 105483,27 | 113449,61 |
| Floor          | 95180,50 | 95161,47 | 95142,44 | 95123,42 | 95142,44  | 95161,47  | 95180,50  |
| Cushion        | 0        | 0        | 2303,68  | 4876,58  | 7196,62   | 10321,80  | 18269,11  |
| Exposure       | 0        | 0        | 11518,42 | 24382,91 | 35983,10  | 51609,01  | 91345,54  |
| Reserveasset   | 92811,55 | 92792,99 | 85927,70 | 75617,09 | 66355,96  | 53872,26  | 22104,07  |
| Zeitpunkt      | 3        | 2        | 1        | 0        | 1         | 2         | 3         |

Wie der oben dargestellten Ausgangssituation zu entnehmen ist, beträgt das Anfangsvermögen 100.000 €. Folglich beträgt der Portfoliowert {\displaystyle W(t_{0})=100\,000} €. Floor in {\displaystyle t_{0}} ist der von {\displaystyle T} auf {\displaystyle t_{0}} diskontierte Portfoliomindestwert und wird wie folgt berechnet:
{\displaystyle {\begin{array}{l}F(t)=F(T)\cdot \left({\frac {1}{1+{\frac {r}{T}}}}\right)^{T-t}\\F(t_{0})=100{.}000\cdot \left({\frac {1}{1+{\frac {0{,}05}{250}}}}\right)^{250}=95{.}123{,}42\\\end{array}}}
Cushion bzw. Sicherheitspuffer ist die Differenz zwischen dem aktuellen Portfoliowert ({\displaystyle W(t)}) und dem Floor ({\displaystyle F(t)}). Dieser Betrag kann vollständig riskiert werden (der Totalverlust kann in Kauf genommen werden) und trotzdem wird der Portfoliomindestwert in Zeitpunkt ({\displaystyle T}) aufgrund des Anteils in der risikolosen Anlage garantiert.
{\displaystyle {\begin{array}{l}C(t)=\max(W(t)-F(t);\;0)\\C(t_{0})=\max(4{.}876{,}58;\;0)=4{.}876{,}58\\\end{array}}}
In der obigen Rechnung wird die Bestimmung des Cushions im Zeitpunkt {\displaystyle t_{0}} dargestellt. Aufgrund der Annahme, dass keine Leerverkäufe zugelassen sind, kann der Cushion nicht negativ werden, d. h., es kann minimal null sein.
Die Exposure ist der Betrag, der in risikobehaftete Anlagen investiert wird. Dieser Aktienanteil setzt sich nicht nur aus dem Cushion zusammen, sondern beträgt konstant das Vielfache davon, da die Wahrscheinlichkeit des totalen Aktienverlustes an einem Tag bzw. über Nacht sehr gering ist.
{\displaystyle E(t)={\begin{cases}C(t)\cdot m&\mathrm {ohne\;Kreditbeschr{\ddot {a}}nkung} \\\mathrm {min} \left(m\cdot C(t);\;b\cdot W(t)\right)\qquad b\leq 1&\mathrm {mit\;Kreditbeschr{\ddot {a}}nkung} \end{cases}}}
{\displaystyle E(t_{0})=\mathrm {min} \left(5\cdot 4876{,}50;\;1\cdot 100{.}000\right)=24{.}382{,}91}(mit m = 5, siehe Tabelle oben)
Bei der Anwendung dieser Strategie wird davon ausgegangen, dass keine Kredite aufgenommen werden dürfen. Für den Fall der Kreditbeschränkungen wird der Exposure wie in der obigen Formel berechnet und mit konkreten Zahlwerten für den Zeitpunkt {\displaystyle t_{0}} bestimmt. Dabei steht {\displaystyle b} für den maximalen Anteil des Vermögens, das in eine risikobehaftete Anlage investiert werden kann. Somit können hier maximal 100 % ({\displaystyle b=1}) des Vermögens risikobehaftet angelegt werden.
Das verbleibende Vermögen wird als Reserveasset bezeichnet und wird in risikolose Wertpapiere angelegt. Dieser Betrag wird wie folgt berechnet:
{\displaystyle {\begin{array}{l}R(t)=W(t)-E(t)\\R(t_{0})=100{.}000-24{.}382{,}91=75{.}617{,}09\\\end{array}}}
Demnach ergibt sich folgende Aufteilung des Vermögens im Zeitpunkt {\displaystyle t_{0}}:
Aktienanteil: {\displaystyle {\frac {E(t_{0})}{W(t_{0})}}=0{,}2438} bzw. risikoloser Anteil: {\displaystyle {\frac {R(t_{0})}{W(t_{0})}}=0{,}7562}

Im Fall des steigenden Aktienkurses beträgt in diesem Beispiel die Aktienrendite für den Zeitpunkt ({\displaystyle t_{1}}) 9,53 %.
Die Aktienrendite wurde wie folgt berechnet:
{\displaystyle s(t)=\ln(S(t))-\ln(S(t-1))}
für Periode 1:
{\displaystyle s(1)=\ln(110)-\ln(100)}
Die Entwicklung der risikolosen Anlage von {\displaystyle t_{0}} auf {\displaystyle t_{1}}:
{\displaystyle R(t_{0})\cdot \left({1+{\frac {r}{T-t_{0}}}}\right)}
Somit beträgt der Portfoliowert in {\displaystyle t_{1}}:
{\displaystyle {\begin{array}{l}W(t_{1})=E(t_{0})\cdot (1+s(t_{1}))+R(t_{0})\cdot \left({1+{\frac {r}{T-t_{0}}}}\right)\\\\W(t_{1})=24{.}382{,}91\cdot (1{,}0953)+75{.}617{,}09\cdot (1{,}0002)\\W(t_{1})=102{.}339{,}06\\\end{array}}}
Die Berechnung der Werte für die weiteren Zeitpunkte erfolgt analog.

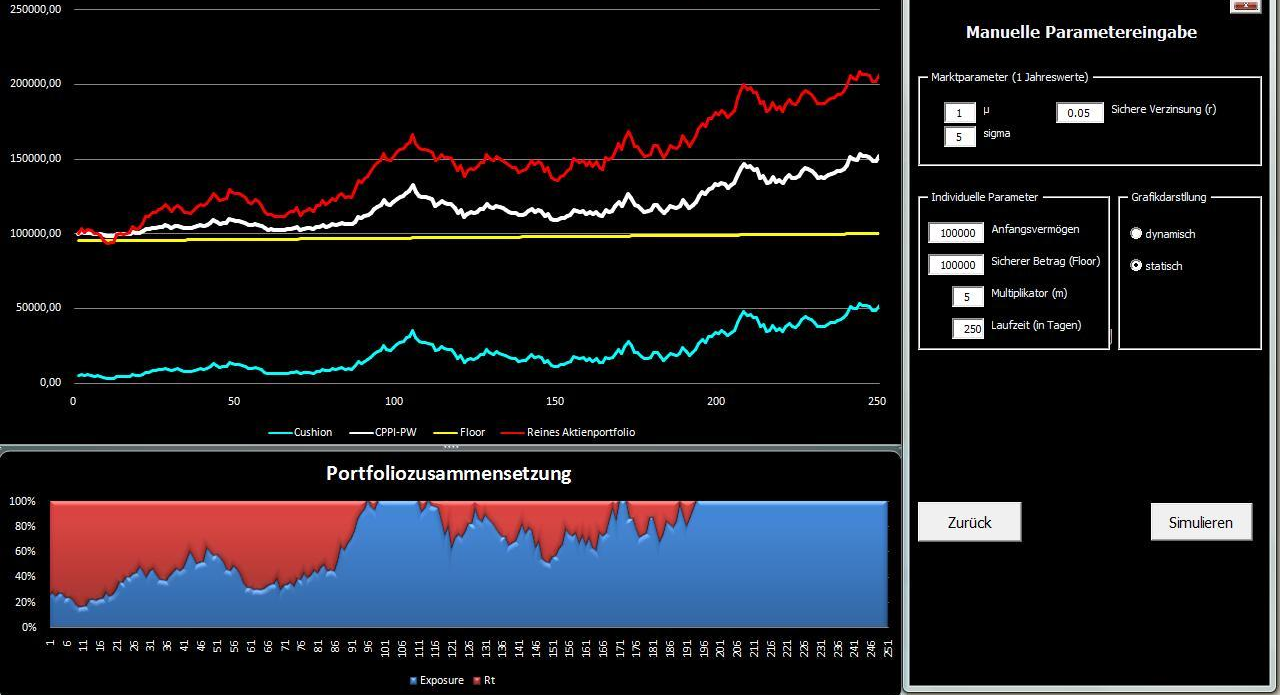
Simulation der CPPI-Strategie in VBA

Im oberen Abschnitt der Grafik links wird die Entwicklung des CPPI-Portfolios (weiße Linie), des Aktienkurses (rote Linie), des Cushions (hellblaue Linie) und des Floors (gelbe Linie) dargestellt. Dem unteren Abschnitt der Grafik ist die prozentuale Portfolioaufteilung aus den risikobehafteten (blaue Fläche) und den risikolosen Anlagen (rote Fläche) zu entnehmen. Wie die Grafik erkennen lässt, wurde hier ein steigender Aktienkursverlauf simuliert. Es ist deutlich zu sehen, dass fast während der ganzen Anlageperiode das Marktportfolio bzw. das reine Aktienportfolio einen gegenüber der CPPI-Strategie höheren Wert aufweist. Dies liegt daran, dass ein Teil des Vermögens in eine risikolose Anlage investiert wurde, welche bei steigenden Aktienkursen eine im Vergleich zu einer risikobehafteten Anlage niedrigere Rendite erwirtschaftet. Dieser Abstand kann durch die Wahl eines geeigneten Multiplikators gesteuert werden, jedoch unter der Voraussetzung, dass der Wert des reinen Aktienportfolios oberhalb des Floors liegt. An der Portfoliozusammensetzung im unteren Abschnitt der Grafik ist zu erkennen,
dass die CPPI-Strategie prozyklisch und trendfolgend ist. D. h., dass bei steigenden Aktienkursen der Aktienanteil im Portfolio erhöht und im Falle der fallenden Kurse gesenkt wird. Steigt der Aktienkurs so weit an, dass {\displaystyle m\cdot C(t)} größer als der Portfoliowert {\displaystyle W(t)} wird, wird das Vermögen zu 100 % in eine risikobehaftete Anlage investiert. Dieses ist in den Zeitpunkten {\displaystyle t=101} bzw. {\displaystyle t=196} zu sehen.
Im Gegensatz zu anderen Portfolioabsicherungsstrategien findet bei CPPI eine permanente Portfolioanpassung an verschiedene Einflussfaktoren wie bspw. Aktienmärkte, Zinsen, Volatilität statt. Jedoch können ständige Portfolioumschichtungen zu hohen Transaktionskosten führen. Bei steigenden Märkten entstehen Opportunitätskosten, weil die CPPI-Strategie eine gegenüber der Marktperformance niedrigere Rendite erzielt. Erst ab einer Aktienquote von 100 % wird die Marktbewegung eins zu eins in der Wertentwicklung des Portfolios abgebildet. Sinkt der Aktienkurs während der Anlageperiode so tief, dass der Cushion auf null fällt, und steigt im weiteren Verlauf wieder an, kann von diesem Kursanstieg nicht mehr profitiert werden, was ebenfalls als Nachteil zu bewerten ist. Des Weiteren ist zu bemerken, dass die CPPI-Strategie flexibel und einfach zu handhaben ist. Allerdings empfiehlt sich der Einsatz dieser Strategie nur bei fallenden Märkten, wie dies die Simulation gezeigt hat, besonders wenn der Kursrückgang sich als lang anhaltend erweist, wie bspw. zu den Zeiten der ersten Ölkrise in den Jahren 1973/74 bzw. zweiten Ölkrise in den Jahren 1979/80.